# Ed Towns

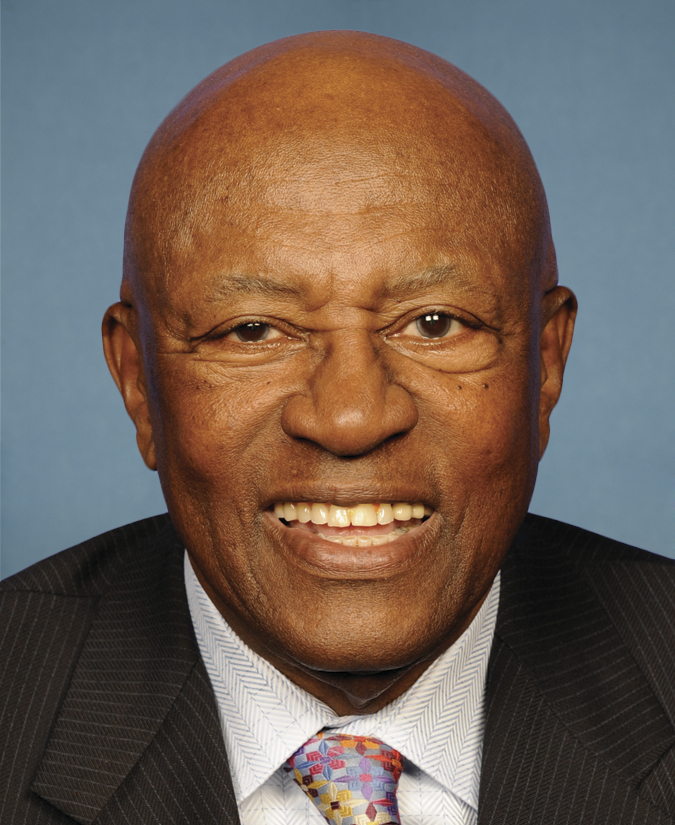
Ed Towns

Edolphus „Ed“ Towns (* 21. Juli 1934 in Chadbourn, Columbus County, North Carolina) ist ein US-amerikanischer Politiker der Demokratischen Partei und war von 1983 bis 2013 Mitglied des US-Repräsentantenhauses für den Bundesstaat New York.

## Biografie
Nach dem Besuch der Chadbourn West Side High School studierte er ab 1952 an der North Carolina Agricultural and Technical State University und erwarb dort 1956 einen Bachelor of Science (B.Sc.). Im Anschluss leistete er von 1956 bis 1958 seinen Militärdienst und war anschließend als Dozent an der Fordham University in New York City tätig. Später absolvierte er ein postgraduales Studium im Fach Sozialarbeit an der Adelphi University in New York City und schloss dieses 1973 mit einem Master of Social Work (M.S.W.) ab.
Seine politische Laufbahn begann Towns 1976 als Vizepräsident des New Yorker Verwaltungsbezirks Brooklyn (Borough of Brooklyn). Diese Funktion übte er bis 1982 aus.
1982 wurde er erstmals in das US-Repräsentantenhaus gewählt und vertrat dort nach 13 anschließenden Wiederwahlen vom 3. Januar 1983 an den 11. bzw. vom 3. Januar 1993 an den zehnten Kongresswahlbezirk New Yorks. Von 2009 bis 2011 war Towns zudem Vorsitzender des Ausschusses für Aufsicht und Regierungsreform (US House Committee on Oversight and Government Reform), wurde aber von seinen Parteifreunden aus diesem Amt gedrängt; sein Nachfolger wurde Darrell Issa. Zeitweise gehörte er zu den Unterstützern der Idee eines eigenständigen Staates der Sikhs in Indien und Pakistan mit dem Namen Khalistan.
Im April 2012 gab Towns bekannt, sich nicht erneut um die Wiederwahl zu bewerben. Er schied damit am 3. Januar 2013 aus dem Kongress aus.